# 河棚镇
河棚镇，是中华人民共和国安徽省六安市舒城县下辖的一个乡镇级行政单位。

## 行政区划
河棚镇下辖以下地区：
街道社区、关井村、岚冲村、詹冲村、河棚村、泉石村、余榜村、新开村、龙骨村和黄河村。